# パンアメリカンアマチュアボクシング選手権
パンアメリカンボクシング選手権（Pan American Amateur Boxing Championship）は、国際ボクシング協会 (AIBA) により1990年から開かれているアマチュアボクシングの国際大会である。

## 開催記録
| 年   | 回 | 開催地           | 開催地       | 期間              |
| ---- | -- | ---------------- | ------------ | ----------------- |
| 1990 | 1  | バルキシメト     | ベネズエラ   |                   |
| 1993 | 2  | サリナス         | プエルトリコ |                   |
| 1994 | 3  | ブエノスアイレス | アルゼンチン | 8月27日 - 9月3日  |
| 1997 | 4  | メデリン         | コロンビア   | 9月3日 - 7日      |
| 2001 | 5  | サンフアン       | プエルトリコ | 8月12日 - 18日    |
| 2005 | 6  | テレソポリス     | ブラジル     | 9月27日 - 10月2日 |
| 2008 | 7  | クエンカ         | エクアドル   | 6月4日 - 8日      |
| 2009 | 8  | メキシコシティ   | メキシコ     | 7月22日 - 26日    |
| 2010 | 9  | キト             | エクアドル   |                   |